# Palazzo Marc'Aurelio Rebuffo
Il palazzo Marc'Aurelio Rebuffo, noto anche come palazzo Serra, è un edificio sito in piazza di Santa Sabina al civico 2 nel centro storico di Genova. L'edificio fu inserito nella lista dei palazzi iscritti ai Rolli di Genova. Oggi è sede del Dipartimento di Lingue e Culture Moderne dell'Università degli Studi di Genova.

## Storia e descrizione
Il palazzo sorge su un'area a ridosso delle mura cittadine del XII secolo e in parte le incorpora. Costruito per volere di Bartolomeo Rebuffo intorno al 1509, viene ampliato dal senatore della Repubblica di Genova Marc'Aurelio Rebuffo (1644) con l'annessione della torre nord dell'antica porta cittadina di Santa Fede (o dei Vacca).
L'edificio viene incluso nel rollo del 1664 dopo che Francesco Rebuffo attuerà una nuova espansione. Nel 1779 il marchese Stefano Serra occupa l'intero isolato, accorpando alcune unità immobiliari adiacenti. L'opera di ricostruzione, dovuta all'architetto Gio Battista Pellegrini, si rivela nella sua magnificenza sull'attuale via delle Fontane - con una lunga galleria coperta all'altezza del piano nobile - e sulla facciata principale (piazza Santa Sabina). Conserva affreschi di Carlo Giuseppe Ratti.